# Amador Rodríguez, "Amador"
Amador Rodríguez Menéndez, conocido como  “Amador”, es un escultor español, nacido en Ceuta, en 1926, aunque desde su infancia vinculado a Cangas del Narcea (Asturias), lugar de procedencia de su familia, falleció el 10 de junio de 2001 en Madrid, a los 75 años. Amador estaba considerado como una figura relevante en la escultura española del siglo XX.

## Biografía
Su formación se vio truncada por los acontecimientos de la guerra civil, ya que su padre,  que había sido director de ferrocarriles en Ceuta, tuvo que exiliarse; comenzó una época de pobreza y penurias, que le obligaría a trabajar para poder vivir. Pese a ello retoma sus estudios tras el conflicto bélico, matriculándose en la Escuela Superior de Comercio. En 1947 ingresó en el Cuerpo General del Ministerio de Hacienda., actividad profesional que compatibilizó con su vocación por el arte, en especial con la pintura, en un primer momento y con la escultura más tarde.
Su época de aprendiz de carpintero de carros le proporcionó una experiencia en la forja del hierro que luego empleó para sus escultura.
Llevó a cabo su primera exposición en el año 1961, recibiendo el apoyo de la crítica que se ha mantenido a su lado desde ese momento.
Utiliza en sus creaciones  materiales muy variados (el mármol, el hierro, bronce, madera, canto rodado, latón...) y dependiendo del mensaje que ha de transmitir la obra.

## Estilo y etapas creativas

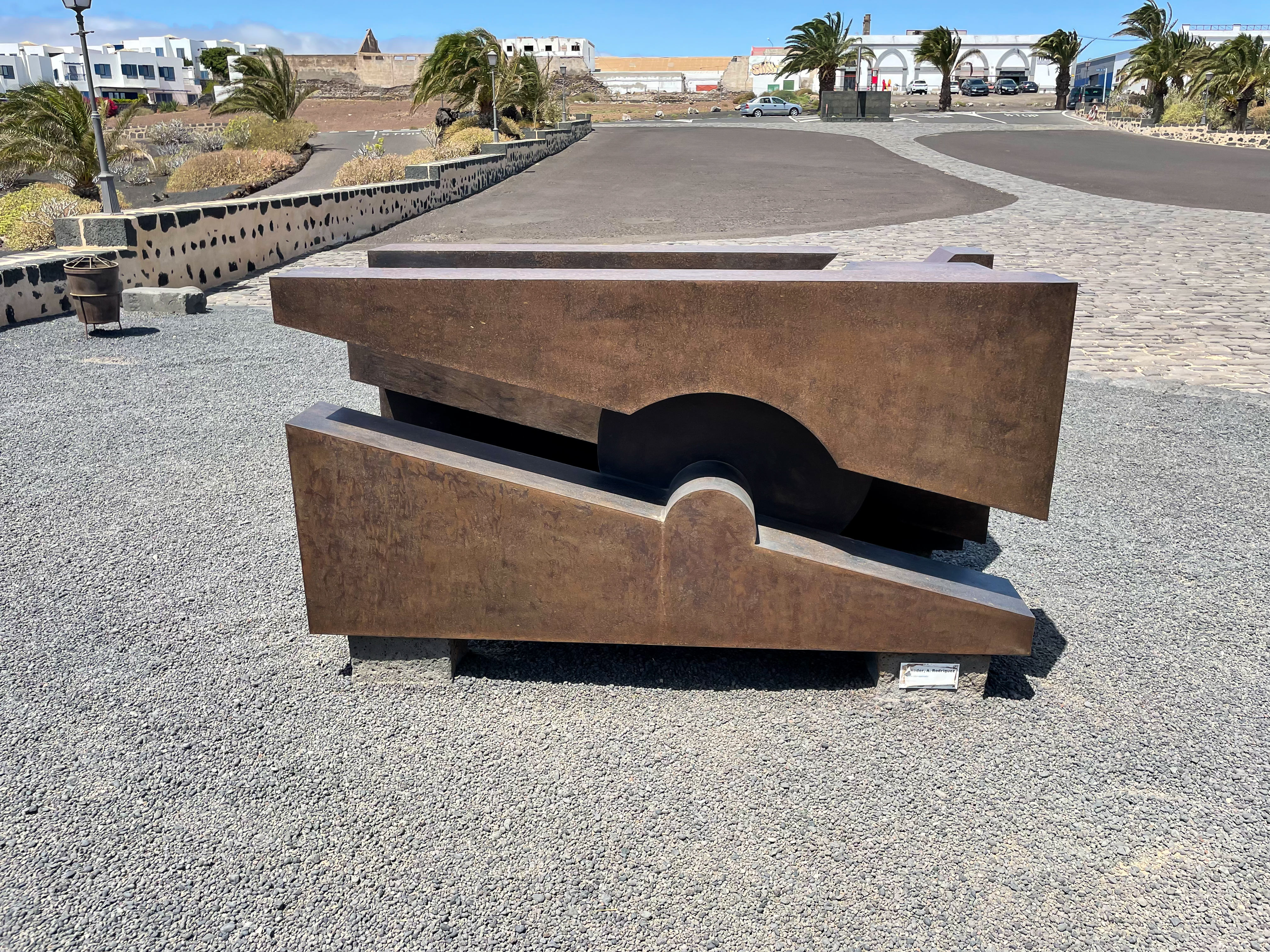
Doble cubo apaisado, Arrecife

En sus primeras obras, las datadas entre 1958 y 1961,  se puede ver que el centro de la obra es la figura humana, y el material el hierro.
Durante la época de formación académica, entre los años 1959 y 1965, comienza un giro hacia la abstracción en su obra. También los materiales empleados cambian, entrando a jugar un papel muy importante la piedra. Importantes obras de esta etapa son: "Grito", "Homenaje a Ferrant", "Entraña" y el conocido "Monumento a la Paz". También pertenecen a este periodo obras en las que utiliza la madera como  "Torso" y "Búho" y el hierro lo utiliza, en esta época para la realización de la serie dedicada a los móviles.
Entre 1966 y 1972, los autores  (Francisco Zapico entre otros) han considerado que entre en lo que podía calificarse como una “etapa normativista”. En este momento Amador comienza el estudio de la esfera, dando lugar a la serie conocida como "escultura redonda", También se interesa por otras formas geométricas, estudiando otros cuerpos como el cubo, la pirámide o el cilindro entre otros.
Para el citado Francisco Zapico, se puede distinguir una última etapa que abarcaría de 1972 a 2001, que podría bautizarse como  "etapa constructivista". En ella utiliza como materiales una gama de lo más variada, alabastro, mármol, acero y hormigón. Obras de esta etapa serían: "Apertura de un cubo", "Cubo abierto", "Cilindro con cortes según triángulo egipcio".

## Actividad artística

### Exposiciones individuales
Podemos listar según algunos autores la realización de las siguientes exposiciones de manera individual:
- 1961.

Sala de Exposiciones Amadís, Madrid.
- 1963.

Sala Céspedes, Córdoba.
Salón de Actos de la Jefatura Provincial del Movimiento, Castellón de la Plana.
Sala Amadís, Madrid.
- 1964.

Ateneo de Barcelona, Barcelona.
Museo de Arte Moderno, Bilbao.
- 1965.

Sala Neblí, Madrid.
Salón de Exposiciones del Instituto de Estudios Ilerdenses, Lérida.
Salón Cultural de la Caja de Ahorros de León, León.
- 1966.

Sala del Prado del Ateneo de Madrid, Madrid.
Escuela de Nobles y Bellas Artes de San Eloy, Salamanca.
Salones de Información y Turismo, San Sebastián.
Galería Liceo, Córdoba.
Caja de Ahorros Provincial de Valladolid, Valladolid.
- 1967.

Sala Neblí, Madrid.
- 1970.

Galería Skira, Madrid.
- 1972.

Galería Kreisler, Madrid.
- 1973.

Galería Ynguanzo, Madrid.
- 1975.

Sala de Exposiciones Luzán, Zaragoza.
- 1978.

Salas de Exposiciones de la Obra Social y Cultural de la Caja de Ahorros de Asturias (itinerante por Oviedo, Avilés, Mieres, La Felguera y Gijón).
Galería Tantra, Gijón.
- 1979.

Kandinsky Centro Difusor de Arte, Madrid.
- 1981.

Casa Municipal de Cultura, Avilés.
Galería Nicanor Piñole, Gijón.
- 1983.

Galería la Pinacoteca, Madrid.
- 1986.

Centro Cultural Nicolás Salmerón, Madrid.
- 1991.

Museo Barjola, Gijón.
Centro de Escultura de Candás Museo Antón, Candás.
- 1992.

Fundación Museo Evaristo Valle, Gijón.
XXIII Certamen nacional de pintura del Ayuntamiento de Luarca, (itinerante por Luarca, Oviedo, Avilés, Mieres, La Felguera).
- 1993.

Museo de Bellas Artes, Oviedo.
- 2000/01.

Centro de Cultura Antiguo Instituto, Gijón.
Centro Cultural Cajastur, Oviedo.
- 2005.

CMAE, Avilés (póstuma).
- 2006.

Museo Evaristo Valle (póstuma).
"Esculturas y collages", Galería Nogal, Oviedo. (Póstuma)
- 2008.

"Amador. Esculturas y collages", Galería Guillermina Caicoya, Oviedo. (Póstuma)
- 2010.

"Amador. Colección del Museo Jovellanos", Museo Casa Natal de Jovellanos, Gijón, Asturias. (Póstuma)
- 2012.

Museo Casa Natal de Jovellanos, Gijón, Asturias.(Póstuma)

### Exposiciones colectivas
Entre otras Amador participó en las siguientes exposiciones colectivas:ç
- 1962.

Sala de Exposiciones Amadís, Madrid.
- 2002.

"Confluencias 2002. La escultura asturiana hoy", Universidad de Oviedo póstuma.
- 2007.

"Presencia-Ausencia", Museo Evaristo Valle, Gijón, Asturias (exposición homenaje a Christa Beissel, Amador José Luis Posada y Javier del Río)(Póstuma).
- 2010.

Feria DEARTE 2010, Madrid (con la Galería Dionís Bennàssar) Del 18 al 22 de febrero de 2010, pótuma.
- 2011.

"Motivo y motivación", Jardines del Museo Evaristo Valle, Gijón, Asturias (del 2 de octubre de 2011 al 29 de enero de 2012)(Póstuma).

### Obras Públicas
- Monumento a la Paz, 1964. Sierra de Ávila
- Once módulo, 1971. MNCARS. Madrid
- Citando a L.C., 1988. Universidad de Oviedo. Oviedo
- Cubo vacío, por extracción de cuadrados según números pitagóricos, 1994. Museo Antón, Candás
- Homenaje a Lorenzo Frechilla, 1997. Museo de Escultura al Aire Libre de Cáceres
- Homenaje a las Brigadas Internacionales, 2001. Plaza de las Brigadas Internacionales, Gijón
- Oración, 2006, Navalcarnero, Madrid
- Horizonte, 2006, Navalcarnero, Madrid

### Revistas y Prensa
- SAMANIEGO, José Antonio, "Recuerdos de ausentes", La Nueva España, sábado 13 de octubre de 2007
- MERAYO, Paché, "Amador, del lápiz a la piedra", Diario El Comercio, jueves 25 de marzo de 2010
- SAMANIEGO, José A., "Amador en la Casa Jovellanos", La Nueva España, jueves 29 de abril de 2010